# Adrián Valero
Adrián Valero Lamela (ur. 10 czerwca 1997) – hiszpański zapaśnik walczący w stylu klasycznym. Srebrny medalista mistrzostw śródziemnomorskich w 2016 roku.